# Польский треугольник (Чикаго)
Польский треугольник (англ. Polish Triangle; польск. Trójkąt Polonijny), также известен как Треугольник Полония — городская площадь, расположенная в бывшем историческом польском центре Чикаго, в котором живёт преимущественно польская диаспора. Также в этом месте располагаются почти все крупнейшие польские организации в США.

## Происхождение названия
Название места происходит от слова польского слова Polonia, обозначающего польскую диаспору. Треугольником является потому, что площадь связана тремя улицами: Дивизион-стрит, Эшленд и Милуоки-авеню.

## Польские организации
Организации, расположенные в непосредственной близости от площади, включают американскую польско-язычную газету Polish Daily News, театр Шопена, Церковь Святого Станислава Костки и Римско-католическую церковь Святой Троицы.

## Рекомендации
1. ↑  Victoria Granacki. Chicago's Polish Downtown (англ.). — Arcadia Publishing, 2004. — P. 6—7. — 126 p. — ISBN 9780738532868. Архивировано 20 августа 2022 года.